# Hongsa Purnaveja
Hongsa Purnaveja (ur. 28 marca 1928) – tajski strzelec, olimpijczyk. 
Brał udział w igrzyskach olimpijskich w 1964 (Tokio). Wystąpił wówczas w konkurencji karabinu małokalibrowego leżąc z odl. 50 metrów, w której zajął 67. miejsce (na 73 strzelców). 

## Wyniki olimpijskie
| Igrzyska | Konkurencja                       | Wynik                          | Miejsce    | Źródło |
| -------- | --------------------------------- | ------------------------------ | ---------- | ------ |
| IO 1964  | Karabin małokalibrowy leżąc, 50 m | 574 punkty (97-96-97-95-95-94) | 67 (na 73) | [ 1 ]  |